# Steve Clifford
Steven Gerald Clifford, detto Steve (Lincoln, 28 maggio 1961), è un allenatore di pallacanestro statunitense.

## Statistiche

### Allenatore
| Stagione | Squadra           | Regular Season | Regular Season | Regular Season | Regular Season | Regular Season           | Post Season                                |
| Stagione | Squadra           | V              | P              | % V            | G              | Posizione finale         | Post Season                                |
| -------- | ----------------- | -------------- | -------------- | -------------- | -------------- | ------------------------ | ------------------------------------------ |
| 2013-14  | Charlotte Bobcats | 43             | 39             | 52,4           | 82             | 3º in Southeast Division | Sconfitto al Primo Round dagli Heat (0-4)  |
| 2014-15  | Charlotte Hornets | 33             | 49             | 40,2           | 82             | 4º in Southeast Division | Manca i Playoffs                           |
| 2015-16  | Charlotte Hornets | 48             | 34             | 58,5           | 82             | 3º in Southeast Division | Sconfitto al Primo Round dagli Heat (3-4)  |
| 2016-17  | Charlotte Hornets | 36             | 46             | 43,9           | 82             | 4º in Southeast Division | Manca i Playoffs                           |
| 2017-18  | Charlotte Hornets | 36             | 46             | 43,9           | 82             | 3º in Southeast Division | Manca i Playoffs                           |
| 2018-19  | Orlando Magic     | 42             | 40             | 51,2           | 82             | 1º in Southeast Division | Sconfitto al Primo Round dai Raptors (1-4) |
| 2019-20  | Orlando Magic     | 33             | 40             | 45,2           | 73             | 2º in Southeast Division | Sconfitto al Primo Round dai Bucks (1-4)   |
| 2020-21  | Orlando Magic     | 21             | 51             | 29,2           | 72             | 5º in Southeast Division | Manca i Playoffs                           |
| 2022-23  | Charlotte Hornets | 27             | 55             | 32,9           | 82             | 5º in Southeast Division | Manca i Playoffs                           |
|          | Carriera          | 319            | 400            | 44,4           | 719            |                          |                                            |